# Listă de comunități neîncorporate din statul Texas

Harta distribuției populației din statul din SUA.

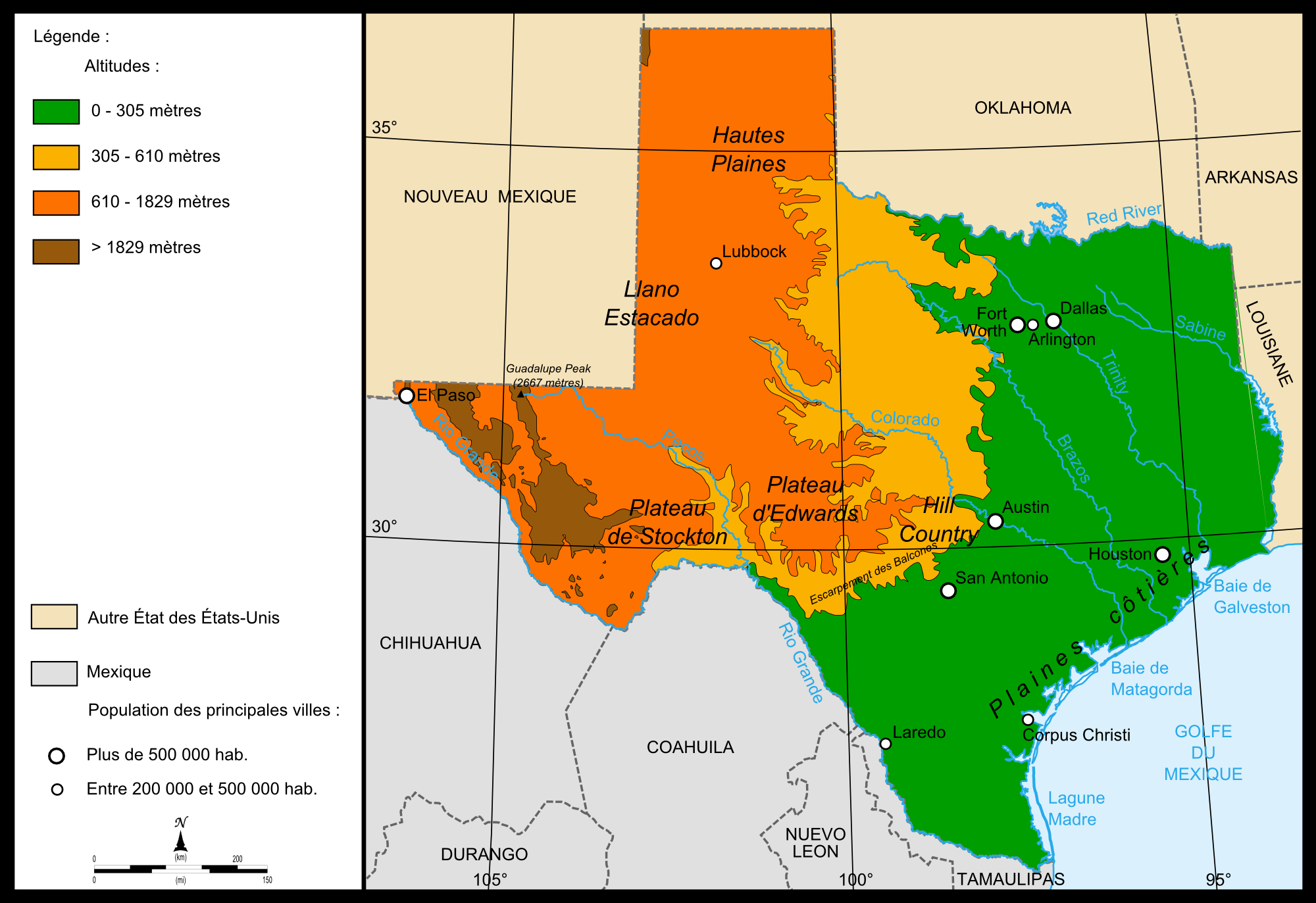
Harta formelor de relief ale statului Texas.

Harta regiunilor statului Texas.

- Prezenta pagină este o listă alfabetică a comunităților neîncorporate (în engleză unincorporated areas) din statul  Texas din  Statele Unite ale Americiii.

- Vedeți și Listă de comitate din statul Texas
- Vedeți și Listă de orașe din statul Texas.
- Vedeți și Listă de târguri din statul Texas.
- Vedeți și Listă de locuri desemnate pentru recensământ din statul Texas.
- Vedeți și Listă de localități dispărute din statul Texas.

## A
- Alum Creek, comitatul Bastrop
- Anarene, comitatul Archer
- Amphion, comitatul Atascosa
- Aransas City, comitatul Aransas

## B
- Bandera Falls, comitatul Bandera
- Bateman, comitatul Bastrop
- Bleiblerville, comitatul Austin
- Bois d'Arc, comitatul Anderson
- Butler, comitatul Bastrop

## C
- Campbellton, comitatul Atascosa
- Cat Spring, comitatul Austin
- Cayuga, comitatul Anderson
- Cedar Creek, comitatul Bastrop
- Clearwater, comitatul Bastrop
- Colorado, comitatul Bastrop

## F
- Fasken, comitatul Andrews
- Flower Hill, comitatul Bastrop

## G
- Goodnight, comitatul Armstrong

## H
- Herty, comitatul Angelina
- Homer, comitatul Angelina
- Holiday Beach, comitatul Aransas
- Huff, comitatul Archer
- Humble Camp, comitatul Bastrop

## J
- Jeddo, comitatul Bastrop
- Jorden, comitatul Bastrop

## K
- Kenney, comitatul Austin
- Kovar, comitatul Bastrop

## L
- Lamar, comitatul Aransas
- Leming, comitatul Atascosa

## M
- Mabelle, comitatul Baylor
- McCoy, comitatul Atascosa
- McDade, comitatul Bastrop
- Montalba, comitatul Anderson

## N
- Neches, comitatul Anderson
- New Ulm, comitatul Austin

## P
- Paige, comitatul Bastrop
- Peggy, comitatul Atascosa
- Pettytown, comitatul Bastrop
- Phelan, comitatul Bastrop
- Pin Oak, comitatul Bastrop
- Pipe Creek, comitatul Bandera
- Pollok, comitatul Angelina

## R
- Red Rock, comitatul Bastrop
- Rockne, comitatul Bastrop
- Rosanky, comitatul Bastrop

## S
- Salem, comitatul Bastrop
- Sayersville, comitatul Bastrop
- Shelby, comitatul Austin
- Slocum, comitatul Anderson
- String Prairie, comitatul Bastrop

## T
- Tarpley, comitatul Bandera
- Tennessee Colony, comitatul Anderson
- Togo, comitatul Bastrop

## U
- Utley, comitatul Bastrop
- Upton, comitatul Bastrop

## V
- Vanderpool, comitatul Bandera

## W
- Washburn, comitatul Armstrong
- Watterson, comitatul Bastrop
- Wild Cat Bluff, comitatul Anderson
- Willman, comitatul Bastrop
- Wayside, comitatul Armstrong